# Ligne de Meråker
La ligne de Meråker (ou Meråkerbanen en norvégien) est une ligne norvégienne de chemin de fer. Elle relie les villes de Trondheim en Norvège et Storlien en Suède via Meråker sur une distance de 102 km. Après Storlien, elle se poursuit sous le nom de Mittbanan  et permet de rejoindre Sundsvall sur le golfe de Botnie. À la gare de Hell, les lignes de Meråker et du Nordland se séparent.

## Nouvelle définition
À partir du 6 janvier 2008, le tronçon Trondheim - Hell est considéré par son propriétaire (Jernbaneverket),  comme faisant partie de la ligne du Nordland. Par conséquent c'est le tronçon Hell - Storlien qui constitue aujourd'hui la ligne de Meråker.

## Gares desservies
| Gare     | Distance  | Temps      | Altitude |
| -------- | --------- | ---------- | -------- |
| Hell     | 31.54 km  | 42 min     | 3.2 m    |
| Hegra    | 42.20 km  | 49 min     | 12.8m    |
| Gudå     | 72.02 km  | 1 h 10 min | 85.3 m   |
| Meråker  | 81.08 km  | 1 h 19 min | 219.6 m  |
| Kopperå  | 88.30 km  | 1 h 27 min | 328.5 m  |
| Storlien | 105.97 km | 1 h 44 min | 592 m    |